# لوسی وب هیز
 لوسی وب هیز (انگلیسی: Lucy Webb Hayes؛ ۲۸ اوت ۱۸۳۱ – ۲۵ ژوئن ۱۸۸۹) یک سیاست‌مدار اهل ایالات متحده آمریکا بود. وی بین سال‌های ۱۸۷۷ تا ۱۸۸۱ عهده‌دار سمت بانوی اول ایالات متحده بوده‌است.